# Roger O'Donnell
Roger O'Donnell (Londra, 29 ottobre 1955) è un pianista e tastierista inglese, meglio conosciuto per il suo lavoro nella band inglese The Cure, nei periodi 1987-1990, 1995-2005 e nuovamente membro della band dal 2011.

## Biografia
Roger O'Donnell nasce il 29 ottobre 1955 nella parte est di Londra; è il più giovane di 4 figli, in una famiglia di spiccate propensioni artistiche. Cresce ascoltando Frank Zappa, Jimi Hendrix e Herbie Hancock e frequenta la scuola artistica.
La sua carriera musicale comincia con la leggenda del pop inglese Arthur Brown. Le sue prime band tiravano avanti facendo piccoli spettacoli nei pub in giro per l'Inghilterra, fino al giorno in cui, nel 1983, incontra Boris Williams, il batterista dei Thompson Twins. Si unisce al gruppo suonando le tastiere in tour, fino al 1986, quando cambia gruppo, cominciando a suonare per gli Psychedelic Furs.
Nel 1987, Roger viene contattato di nuovo da Boris, che lo invita a suonare con i Cure in tour per gli Stati Uniti. Rimane con loro fino al 1990, sopperendo all'allontanamento di Laurence Tolhurst e venendo citato nei crediti di Disintegration, poi nel 1990 li lascia, citando differenze artistiche, ma più probabilmente per incompatibilità caratteriale con il bassista Simon Gallup.
Prima di riunirsi ai Cure nel 1995 come membro a tutti gli effetti, accettando la richiesta di Robert Smith, getta le basi per la sua carriera solista, registrando a Toronto nel 1994 un suo album solista, Grey Clouds Red Sky, che però non pubblica commercialmente, ma solo in poche centinaia di copie ad uso promozionale attraverso la Otisonic Records.
Lascia i Cure nel 2005, "licenziato" da Smith, alla fine di un periodo in cui si sentiva infelice all'interno della band.
L'addio ai Cure è stato il trampolino di lancio definitivo per una rinnovata passione per la musica: ha iniziato la sua propria etichetta discografica, chiamata "99timesoutof10" o semplicemente "99x/10" dedicata a nuove band emergenti, ha ripubblicato il suo primo album attraverso il suo sito ufficiale in edizione limitata, e ha completato il secondo, The Truth In Me, uscito nel maggio 2006.
Al momento in cui divide il suo tempo tra le varie città europee che lavorano su molti nuovi progetti. È stato fidanzato con la modella e cosplayer italiana Pamela Colnaghi.

## Discografia con i Cure
- 1989 - Disintegration
- 1990 - Mixed Up
- 1991 - Entreat
- 1996 - Wild Mood Swings
- 1997 - Galore - The Singles 1987-1997
- 2000 - Bloodflowers
- 2001 - Greatest Hits
- 2004 - Join the Dots: B-sides and Rarities, 1978-2001 (The Fiction Years)
- 2004 - The Cure
- 2024 - Songs of a Lost World

## Discografia da solista
- 1994 - Grey Clouds Red Sky: prima edizione limitata
- 1998 - News From Nowhere: compilation (appare con This Time)
- 2004 - Moog Documentary: soundtrack (appare con Another Year Away)
- 2005 - Grey Clouds Red Sky: re-packaging e vendita attraverso il sito
- 2005 - Nothing Concrete Sampler 05: compilation (prima uscita discografica dell'etichetta 99xoutof10) (appare con Another Name e The Truth In Me)
- 2006 - The Truth In Me
- 2006 - Half Truths (Remix) EP
- 2013 - "Post Romantic Empire the Album": concept album (appare con "The Story of Shéhérazade or/ou Le Triomphe de l'Amour sur la Haine")
- 2020 - 2 Ravens

Roger è sempre stato attento alle nuove realtà musicali, anche sconosciute ai più, ed è per questo che spesso ha favorito la crescita di nuove band sponsorizzandole attivamente, anche suonando con loro. Tra queste ricordiamo Parade, Maus, Tuuli, Frausdots e Polystar, oltre alla già citata Erin Lang.